# Gitta Sereny
Gitta Sereny (n. 13 martie 1921 – d. 14 iunie 2012) a fost o biografă, istorică și jurnalistă de investigație britanică de origine austriacă. Este cunoscută pentru investigațiile în psihologia unor criminali naziști, printre cele mai cunoscute fiind profilurile lui Franz Stangl (comandantul lagărului de exterminare Treblinka) și Albert Speer (arhitectul favorit al lui Adolf Hitler și ministrul înarmării și producției de război din Germania Nazistă). În introducerea la ultima sa carte intitulată The German Trauma (2002), Gitta Sereny scria: „Cele nouăsprezece capitole ale acestei cărți, toate esențial legate de Germania dinainte, din timpul și de după sfârșitul celui de Al Treilea Reich descriu în ordine aproximativ cronologică ce am văzut și am aflat din 1938 până în 1999, adică vreme de aproape o viață întreagă.”